# Mira Nair
Mira Nair (Índia, 15 de outubro de 1957) é uma cineasta  e crítica literária Indiana radicada nos Estados Unidos.

## Biografia
Mira Nair nasceu em Bhubaneswar, Índia, em 1957. Educada na Universidade de Dehi e na Universidade de Harvard, Nair começou sua carreira artística como atriz antes de voltar sua atenção para o filme. Ela encontrou o sucesso incipiente como documentarista, ganhando prêmios por So Far From Índia e Cabaret Índia. Em 1988, a estréia Nair, Salaam Bombay!, Foi nomeado para um Oscar, Globo de Ouro e ao BAFTA de Melhor Filme Estrangeiro. Ele também ganhou o Camera D'Or (para melhor primeiro filme) eo Prix du Publique (entrada para a maioria popular) no Festival de Cannes, bem como 25 outros prêmios internacionais.
próximo filme de Nair, Mississippi Masala, uma história de amor inter-racial definido na América do Sul e Uganda, estrelado por Denzel Washington e Sarita Choudhury, ganhou três prêmios no Festival de Veneza, incluindo o de Melhor Roteiro e Prêmio Escolha do Público. filmes subseqüentes incluem a família Perez (com Marisa Tomei, Anjelica Huston, Alfred Molina e Chazz Palminteri), sobre uma família cubana exilada em Miami, e sensuais do Kama Sutra: A Tale of Love, que ela dirigiu e co-escreveu.
Nair dirigiu meu país baseado em Abraham Verghese do best-seller do Dr. memórias sobre um imigrante jovem médico lidando com a epidemia de Aids. Fabricado em 1998, o meu país favorito Naveen Andrews, Glenne Headly, Marisa Tomei, Swoosie Kurtz, e Hal Holbrook, e foi premiado com o prêmio NAACP de ficção melhor.
Nair voltou à forma documental em agosto de 1999 com o Clube de riso da Índia, que ganhou o Prêmio Especial do Júri no Festival Internacional de Programas Audiovisuels 2000.
No verão de 2000, Nair tiro Casamento à Indiana, em 30 dias, uma história de um casamento Punjabi Naseeruddin Shah e estrelado por um elenco de atores indianos. O filme estreou com elogios da crítica e um tremendo sucesso comercial e passou a ganhar o Leão de Ouro no Festival de Veneza 2001 e receber o Globo de Ouro eo BAFTA de Melhor Filme Estrangeiro.
próximo filme de Nair, Hysterical Blindness, deu maior HBO suas avaliações filme original em três anos. Situado na classe operária de Nova Jersey em 1987, o filme é estrelado por Uma Thurman, Juliette Lewis, Gena Rowlands e Ben Gazarra. Mais de 15 milhões de telespectadores assistiram a cegueira na HBO e os críticos reconheceram o filme com um Globo de Ouro por Uma Thurman e três Emmy Awards (incluindo Melhor Atriz Coadjuvante por Rowlands e Melhor Ator Coadjuvante por Gazarra).
Após os trágicos eventos de 11 de setembro de 2001, Nair se juntou a um grupo de 11 cineastas de renome, cada um encarregado de dirigir um filme que foi de 11 minutos, 9 segundos e um quadro de longo prazo. Nair de cinema é uma releitura dos acontecimentos reais na vida da família Hamdani, em Queens, cujo filho mais velho estava faltando depois de 11 de setembro, e foi então acusado pela mídia de ser um terrorista. 11.09.01 é a história verdadeira da mãe de uma pesquisa para seu filho que não voltou para casa naquele dia fatídico.
Em 2003, Nair produzidos "Still the Children Are Here", um documentário íntimo por Dinaz Stafford sobre os povos Garo de Meghalaya, na Índia.
Em maio de 2003, Nair dirigiu o Focus Features produção do clássico de William Thackeray, Vanity Fair, um conto período provocativo ambientado na Inglaterra georgiana, totalmente filmado em locações no Reino Unido e Índia. Reese Witherspoon estrela como Becky Sharp, uma mulher que desafia sua atingidas pelo fundo da pobreza para ascender na escala social, Jim Broadbent, Bob Hoskins, Eileen Atkins, Gabriel Byrne e Rhys Ifans ronda o elenco estelar.
Nair foi apontado como o mentor do filme pelo prestigiado Rolex Protégé Arts Initiative, juntando companheiros mentores Jessye Norman, Sir Peter Hall, David Hockney, Mario Vargas Llosa, e Teshigawara Saburo para ajudar jovens artistas guia em fases críticas do seu desenvolvimento.
Em 2005, Mira Nair, adaptada e dirigida Jhumpa Lahiri The Namesake com a Fox Searchlight, que estreou nos cinemas em todo o mundo com ótimas críticas março 2007. Em janeiro de 2007, a Sra. Nair dirigiu migração, um dos quatro curtas-metragens de diretores aclamados do cinema indiano, para aumentar a conscientização sobre a epidemia de Aids na Índia. Migração será aberto como parte da série de quatro filmes, AIDS JAAGO, em 2007 no Toronto International Film Festival. A seguir, Nair está escalado para dirigir Shantaram com a Warner Brothers, estrelado por Johnny Depp no final deste ano.
Além disso, Mirabai Films criou anual do cineasta um laboratório, Maisha , que é dedicado ao apoio aos roteiristas e diretores visionários no leste da África e Sul da Ásia. O primeiro laboratório, que é o foco de roteiro, foi lançado em agosto de 2005 em Kampala, Uganda.
Nair atualmente mora em Nova York com o marido eo filho.

## Filmes
- Jama Masjid Street Journal, 1979.

Documentário, 18 minutos, 16 mm.
- TÃO LONGE DA ÍNDIA, 1983

Documentário, 52 minutos, 16 mm.
- ÍNDIA cabaré, 1985.

Documentário, 58 minutos, 16 mm.
- CRIANÇAS DE UM sexo desejado, 1987

Documentário, 30 minutos, 16 mm.
- Salaam Bombay!, 1988.

Ficção, 113 minutos, 35 mm.
- Mississipi Masala, 1991.

Ficção, 113 minutos, 35 mm.
- A família Perez, 1993.

Ficção, 106 minutos, 35 mm.
- O DIA DO Mercedes tornou um chapéu, de 1993.

Ficção, 10 minutos, 35 mm.
- Kama Sutra: uma história de amor, de 1996.

Ficção, 112 minutos, 35 mm.
- Meu próprio país, de 1998.

Ficção, 100 minutos, 35 mm.
- O CLUBE DE RISO DA ÍNDIA, 1999.

Documentário, 35 minutos de vídeo digital.
- Monsoon Wedding, de 2001.

Ficção, 113 minutos, 35 mm.
- Cegueira histérica, de 2001.

Ficção, 98 minutos, 35 mm.
- 11.09.01, 2002.

Ficção, 11 minutos, 9 segundos e um frame, 35 mm.
- VANITY FAIR, 2004.

Ficção, 137 minutos, 35 mm
- O xará de 2007

Ficção, 122 minutos, 35 mm
- MIGRAÇÃO (Short), 2007

Ficção, 35mm.
- 8 (segmento: How Can it Be), 2008

100 min
- Nova York, Eu te amo (segmento: Kosher Vegetarian), 2009

Liberando 16 out 2009
- Amelia, 2009

Liberando 23 de outubro de 2009